# Parotoplana moya
Parotoplana moya är en plattmaskart som beskrevs av Ernst Marcus 1949. Parotoplana moya ingår i släktet Parotoplana och familjen Otoplanidae. Inga underarter finns listade i Catalogue of Life.